# 15-я гвардейская танковая бригада
15-я гвардейская танковая Речицкая Краснознамённая ордена Суворова бригада — гвардейская танковая бригада Красной армии ВС СССР, в годы Великой Отечественной войны.
Сокращённое наименование — 15 гв. тбр.

## История
Формирование имело следующие наименования:
- с 1.7.1942 — 216-я тяжёлая танковая бригада;
- с 1942 — 216-я танковая бригада;
- с 8.12.1942 — 15-я гвардейская танковая бригада;
- с 06. 1945 — 15-й гвардейский танковый полк;
- В 1989-м году переформирован в гвардейский мотострелковый полк и с 1989 по 1991 год существовал как 585-й гвардейский мотострелковый полк.

### Создание
Бригада была сформирован 1 июля 1942 года, как 216-я тяжёлая танковая бригада в Москве близ станции метро «Сокол» и в районе Серебряного Бора. В составе: управление бригады; 580-й танковый батальон; 581-й танковый батальон и мотострелковый батальон.
Приказом НКО СССР № 380 от 8 декабря 1942 года 26-й танковый корпус был преобразован в 1-й гвардейский танковый корпус, входившей в него 216-й танковой бригаде также было присвоено почётное звание «Гвардейская». Новый войсковой № 15-я гвардейская танковая бригада был присвоен директивой Генерального штаба КА № 991134 от 18 декабря 1942 года.
Состав бригады:
- Управление бригады
- Рота управления;
- 580-й отдельный танковый батальон;
- 581-й отдельный танковый батальон;
- Мотострелково-пулемётный батальон;
- Противотанковая батарея;
- Зенитная батарея

### Переформирование
22 мая 1944 г. бригада была переформирована по штатам № 010/500-010/506. В состав бригады включили 3-й тб.
Состав бригады:
- Управление бригады (штат № 010/500) — 54 чел.;
- Рота управления (штат № 010/504) — 164 чел.;
- 1-й танковый батальон (штат № 010/501) — 148 чел. — бывший 380-й;
- 2-й танковый батальон (штат № 010/501) — 148 чел. — бывший 381-й;
- 3-й танковый батальон (штат № 010/501) — 148 чел.;
- Моторизованный батальон автоматчиков (штат № 010/502) — 507 чел.;
- Зенитно-пулемётная рота;
- Рота технического обеспечения (штат № 010/505) — 123 чел.;
- Медсанвзвод (штат № 010/506) — 14 чел.

## Участие в Великой Отечественной войне
15-я гвардейская танковая бригада, принимала участие в Великой Отечественной войне в составе 1-го гвардейского танкового корпуса в следующих военных операциях:
- Сталинградская стратегическая наступательная операция (19.11.1942 — 02.02.1943);
- Среднедонская фронтовая наступательная операция (операция «Малый Сатурн»);
- Миллерово-Ворошиловградская наступательная операция (операция «Скачок») (01.01.1943 — 22.02.1943);
- Харьковская оборонительная операция
- Орловская стратегическая наступательная операция (операция «Кутузов») (12.07.1943 — 18.08.1943);
- Гомельско-Речицкая наступательная операция (12.11.1943 — 30.11.1943);
- Калинковичско-Мозырская наступательная операция (08.01.1944 — 30.01.1944);
- Белорусская стратегическая наступательная операция (операция «Багратион») (23.06.1944 — 29.08.1944);
- Бобруйская фронтовая наступательная операция (24.06.1944 — 28.06.1944);
- Минская фронтовая наступательная операция (29.06.1944 — 04.07.1944);
- Восточно-Прусская стратегическая наступательная операция (13.01.1945 — 25.04.1945);
- Млавско-Эльбингская фронтовая наступательная операция (14.01.1945 — 26.01.1945);
- Восточно-Померанская стратегическая наступательная операция (10.02.1945 — 04.04.1945);
- Берлинская стратегическая наступательная операция (16.04.1945 — 08.05.1945).

Подвиг танкистов 15-й гвардейской танковой бригады навсегда вписан в историю Великой Отечественной войны.

«На рассвете 25 июня 1944 года танкисты продолжили наступление. Головным шёл танк Комарова. На подступах к станции Чёрные Броды Октябрьского района Гомельской области находившийся на станции бронепоезд врага открыл сильный огонь по наступавшим нашим войскам. Однако танкисты продолжали продвигаться вперёд. Но вот в башню „тридцатьчетвёрки“ попал снаряд. Ранило заряжающего и командира орудия. Передав раненых санитарам, Комаров вдвоём с Бухтуевым продолжили наступление. Отважно действовал гвардии сержант Бухтуев. Его танк, раздавив по пути 2 полевых орудия и истребив до взвода пехоты врага, первым ворвался на станцию. Но неожиданно в „тридцатьчетвёрку“ угодил ещё один вражеский снаряд. Языки пламени начали лизать броню. У танкистов кончились снаряды. А бронепоезд продолжал огонь по наступавшим. Но горящий танк был на ходу! В этот критический момент лейтенант Комаров решил идти на таран. На предельной скорости Бухтуев направил огненный танк на бронепоезд. Удар оказался настолько сильным, что 3 бронеплощадки с орудиями и пулемётами были выведены из строя. Бронепоезд остановился. Противник, лишившись бронепоезда, поспешно оставил опорный пункт. Это был первый и единственный в истории войн танковый таран бронепоезда. В этом поединке с бронепоездом механик-водитель гвардии сержант Бухтуев погиб смертью храбрых.
Это был первый и единственный в истории войн танковый таран бронепоезда».
— Сайт "Герои Страны"
За освобождение г. Речицы, приказом ВГК от 18 ноября 1943 г. 15-й ГТБ была объявлена благодарность и в Москве дан салют 12 артиллерийскими залпами из 124 орудий.
Периоды вхождения в состав Действующей армии
- с 08.12.1942 по 01.04.1943;
- с 11.06.1943 по 11.08.1943;
- с 24.10.1943 по 12.05.1944;
- с 10.06.1944 по 09.05.1945[4]

## Награды и почётные наименования
| Награда (наименование)           | Дата награждения | За что получена |
| -------------------------------- | --- | --- |
| Почётное звание «Гвардейская»    | присвоено приказом Народного комиссара обороны СССР № 380 от 8 декабря 1942 года                                                                                                   | за проявленную отвагу в боях за Отечество с немецкими захватчиками, за стойкость, мужество, дисциплину и организованность, за героизм личного состава                                    |
| Почётное наименование «Речицкая» | присвоено приказом Верховного главнокомандующего № 043 от 18 ноября 1943 года | в ознаменование одержанной победы и отличия в боях за освобождение города Речица |
| Орден Красного Знамени           | награждена указом Президиума Верховного Совета СССР от 15 января 1944 года (объявлен секретным приказом заместителя Народного Комиссара Обороны СССР от 4 февраля 1944 года № 025) | за образцовое выполнение боевых заданий командования на фронте борьбы с немецкими захватчиками и проявленные при этом доблесть и мужество (при освобождении г. Калинковичи)              |
| Орден Суворова II степени        | награждена указом Президиума Верховного Совета СССР от 5 июля 1944 года (объявлен секретным приказом Заместителя Народного Комиссара Обороны СССР от 26 июля 1944 года № 0218)     | за успешное выполнение заданий командования в боях с немецкими захватчиками, за овладение городом и крупной железнодорожной станцией Бобруйск и проявленные при этом доблесть и мужество |

## Отличившиеся воины
В годы Великой Отечественной войны 4 воина 15-й гвардейской танковой бригады были удостоены звания Героя Советского Союза.
Произведено награждений орденами и медалями СССР (не менее):
- орден Ленина — 5
- орден Красного Знамени — 43
- орден Кутузова II степени — 1
- орден Кутузова III степени — 1
- орден Александра Невского — 14
- орден Отечественной войны I степени — 70
- орден Отечественной войны II степени — 183
- орден Красной Звезды — 1061
- орден Славы II степени — 3
- орден Славы III степени — 94
- медаль За отвагу — 1022
- медаль За боевые заслуги — 458[9]

Приказом Министра обороны СССР, в послевоенные годы в списки 1 танковой роты 1 танкового батальона 15-го гвардейского танкового Речицкого полка был навечно зачислен Герой Советского Союза гвардии сержант Бухтуев М. А.. Его бюст был установлен на Аллее Славы дивизии в гарнизоне города Ордруф.
 Герои Советского Союза
| № | Фото | Фамилия Имя Отчество годы жизни                    | Должность                                         | Звание  | Дата Указа            | Обстоятельства подвига |
| - | ---- | -------------------------------------------------- | ------------------------------------------------- | ------- | --------------------- | --- |
| 1 |      | Бухтуев Михаил Артемьевич (23.11.1925 — 25.6.1944) | механик-водитель танка Т-34 2 танкового батальона | гвардии | 22.8.1944 (посмертно) | Совершил единственный в истории войн танковый таран фашистского бронепоезда.                                                                             |
| 2 |      | Комаров Дмитрий Евлампиевич (8.11.1922 — 5.9.1944) | командир танка 2 танкового батальона              | гвардии | 5.9.1944              | Совершил единственный в истории войн танковый таран фашистского бронепоезда.Навечно зачислен в списки личного состава Благовещенского танкового училища. |
| 3 |      | Наумов Кондратий Иванович (4.10.1918 — 12.9.1944)  | командир 2 танкового батальона                    | гвардии | 22.8.1944             | За мужество и героизм, проявленные в боях за Бобруйск.                                                                                                   |
| 4 |      | Цирубин Дмитрий Малахович (15.5.1916 — 6.3.1996)   | командир танкового батальона                      | гвардии | 24.3.1945             | За образцовое выполнение задач командования при захвате и удержании плацдарма возле Карневека (Польша).                                                  |

## Командование бригады

### Командиры бригады
- Кожанов, Константин Григорьевич (08.12.1942 — 01.1943), гвардии подполковник;
- Титаренко, Павел Тихонович[11] (01.1943 — 01.03.1943), гвардии майор (ВРИД);
- Белоусов, Владимир Степанович[12] (02.03.1943 — 18.07.1943), гвардии подполковник;
- Хопко, Степан Александрович[13] (19.07.1943 — 09.10.1943), гвардии полковник;
- Кожанов Константин Григорьевич (09.10.1943 — 17.01.1945), гвардии подполковник, с 21.02.1944 гвардии полковник (тяжело ранен[14]);
- Приходько, Павел Андреевич (18.01.1945 — 05.02.1945), гвардии майор (ВРИД, погиб 5.02.1945);
- Лелюх, Иван Петрович[15] (05.02.1945 — 20.02.1945), гвардии подполковник (ВРИД);
- Кожанов Константин Григорьевич (20.02.1945 — 10.06.1945), гвардии полковник[16][17]

### Заместители командира по строевой части
- Титаренко Павел Тихонович (08.12.1942 — 06.1943), гвардии майор;
- Земляной Андрей Григорьевич[18] (05.1943 — 08.1943), гвардии подполковник;
- Гарфункель Соломон Владмирович (1943), гвардии полковник;
- Приходько Павел Андреевич (? — 05.02.1945), гвардии майор;

### Начальники штаба бригады
- Малышев Иван Николаевич (08.12.1942 — 01.03.1943), гвардии капитан;
- Редко Владимир Акимович (01.03.1943 — 18.03.1943), гвардии капитан;
- Гарасюк Степан Ананьевич (18.03.1943 — 18.07.1943), гвардии майор;
- Смирнов Владимир Васильевич (19.07.1943 — 23.12.1943), гвардии полковник;
- Летов Павел Иванович (23.12.1943 — 29.01.1944), гвардии майор;
- Якушин Василий Владимирович (29.01.1944 — 13.10.1944), гвардии подполковник;
- Ванаков Николай Михайлович (10.1944 — 25.02.1945), гвардии майор (ВРИД);
- Якушин Василий Владимирович (25.02.1945 — 10.06.1945), гвардии подполковник[19]

### Заместители командира по политической части
- Павлов Иван Константинович (08.12.1942 — 23.06.1943), старший батальонный комиссар, с 24.01.1943 гвардии подполковник ;
- Бармин Александр Пантелеевич (08.12.1942 — 24.02.1943), гвардии майор;
- Бондарь Михаил Андреевич (24.02.1943 — 23.06.1943), гвардии капитан;
- Соколов Яков Васильевич (23.06.1943 — 21.02.1944), гвардии майор, с 23.06.1943 гвардии подполковник;
- Пупов Иван Семёнович (21.02.1944 — 18.09.1944), гвардии подполковник;
- Загреков Николай Николаевич (18.09.1944 — 20.01.1945), гвардии подполковник (погиб в бою);
- Левицкий Николай Николаевич (31.01.1945 — 16.07.1945), гвардии майор, с 18.03.1945 гвардии подполковник

## Полк в послевоенное время
Летом 1945 года 15-я гвардейская танковая Речицкая Краснознамённая ордена Суворова бригада переформирована в 15-й гвардейский танковый Речицкий Краснознамённый ордена Суворова полк.
 С 1947 года полк входит в состав 39-й гвардейской мотострелковой Барвенковской ордена Ленина дважды Краснознамённой орденов Суворова и Богдана Хмельницкого дивизии (8-я гвардейская общевойсковая ордена Ленина Армия ГСВГ (ГСОВГ, ЗГВ).
Войсковая часть полевая почта (В/Ч ПП) 83086. Позывной — Забутовка. Место дислокации (1949—1991) — г. Ордруф, Германия (ГДР).
С 1945 года по 1949 год место дислокации части — город Заальфельд, а с 1949 года и до реорганизации (расформирования) — город Ордруф, земля Тюрингия.

### Командиры полка
- Баранов Новомир Иванович (1972—1974), гвардии полковник;
- Рудяк Константин Алексеевич (1974—1979), гвардии подполковник;
- Самойлов Николай Александрович (1979—1981), гвардии майор;
- Неустроев Валерий Николаевич (1981—1983), гвардии подполковник;
- Голованов (1983—1987), гвардии подполковник;
- Минаков Николай Васильевич (1987—1989), гвардии подполковник;
- Гейко Александр Александрович (1989—1991), гвардии полковник (последний командир полка)

### Вооружение полка на 1991 год
- - 31 Т-80;
  - 146 БТР-60,
  - 9 БМП (5 БМП-2,4 БРМ-1К);
  - 18 — 2С1 «Гвоздика»,
  - 18 — 2С12 «Сани»;
  - 3 ПРП-3,4;
  - 9 Р-145 БМ,
  - 2 ПУ-12;
  - 2 МТ-55А;
  - 1 МТ-ЛБТ[20]

### Расформирование
В связи с изменением военной доктрины Советского Союза, Приказом Министра обороны СССР в 1989 году 15-й гвардейский танковый Речицкий Краснознамённый ордена Суворова полк был переформирован в 585-й гвардейский мотострелковый Речицкий Краснознамённый ордена Суворова полк.
 Боевое Знамя 15-го гв. тп, карточка учёта боевого знамени, Грамота Президиума Верховного Совета СССР (вручается воинской части вместе со Знаменем при её формировании), ордена, орденские книжки и орденские ленты находятся на хранении в Центральном музее Вооружённых Сил РФ в г. Москве.
После объединения Германии в 1990-м году, с подписанием 12 сентября 1990 г. министрами иностранных дел ФРГ, ГДР, СССР, США, Франции и Великобритании «Договора об окончательном урегулировании в отношении Германии», пребывание советских войск на территории объединённой Германии — ФРГ стало определяться как временное, а планомерный вывод должен быть осуществлён по 1994 год включительно.
585-й гвардейский мотострелковый полк был выведен одним из первых с территории Германии на территорию Украины в город Белая Церковь в 1991 году и расформирован.
Большинство строений полка в Ордруфе избежало сноса (в отличие от других помещений, ранее занимаемых 39-й гв. мсд). На сегодняшний день в них дислоцируются подразделения 13-го разведывательного батальона Бундесвера.